# Villa Hammerschmidt
La Villa Hammerschmidt di Bonn è stata la residenza ufficiale del Presidente della Repubblica Federale di Germania dal 1950, fino al 1994 come prima residenza ufficiale e da allora come seconda residenza ufficiale dopo il Palazzo Bellevue. Si trova sulle rive del Reno (Wilhelm-Spiritus-Ufer) direttamente a nord del Palazzo Schaumburg, seconda residenza ufficiale del Cancelliere federale e della Cancelleria federale. L'ingresso principale è su Adenauerallee. La Villa Hammerschmidt è una tappa del percorso storico Weg der Demokratie.

## Descrizione
La Villa Hammerschmidt fu costruita da August Dieckhoff nel 1863 in stile neoclassico come dimora per un ricco industriale dell'epoca. Fu ridecorato nel 1868 dall'architetto Otto Penner.
L'edificio è stato utilizzato come sede ufficiale e residenza del Presidente della Repubblica Federale Tedesca dal 1950 al 1994. Dopo la riunificazione della Germania, nel 1994 il Presidente Richard von Weizsäcker fece divenire la nuova sede ufficiale della presidenza il Palazzo Bellevue  a Berlino, in sostituzione del Hammerschmidt Villa, che tuttavia rimase la sede e residenza secondaria.
La villa si trova nel cuore dell'ex quartiere governativo di Bonn, al confine con il fiume Reno a nord e di fronte al Museo zoologico Koenig a sud e a ovest del Palazzo Schaumburg.
Il piano superiore dell'edificio ospita l'appartamento privato per il presidente tedesco, mentre il piano terra è costituito da sale utilizzate a scopi cerimoniali.
Il parco che circonda l'edificio è caratterizzato da un giardino formale sul lato della strada e da un giardino all'inglese sul lato del Reno. Il parco è caratterizzato anche dalle varie trasformazioni subite nel corso della sua esistenza. Sul lato del Reno, fa parte del complesso del monumento culturale. Un cancello del giardino collega il parco con il parco del Palais Schaumburg, che appartiene all'area dell'ex Cancelleria federale.
In origine, un viale fiancheggiato da pioppi conduceva dall'ingresso sull'attuale Adenauerallee alla villa. I pioppi furono abbattuti poco dopo la fine della guerra, nel 1945, e infine il viale fu completamente rimosso alla fine degli anni '80 per creare un prato uniforme.